# ۲-متیل‌بوتیریل-کوآ
۲-متیل‌بوتیریل-کوآ (به انگلیسی: 2-Methylbutyryl-CoA) با فرمول شیمیایی C۲۶H۴۴N۷O۱۷P۳S یک ترکیب شیمیایی با شناسه پاب‌کم ۲۳۷۲۴۶۲۸ است. که جرم مولی آن ۸۵۱٫۶۵ g/mol می‌باشد. 